# Траппістське пиво
Траппі́стське пи́во — пиво, зварене безпосередньо монахами-траппістами або під їх контролем на території одного з траппістських монастирів. Станом на 2010 рік, з майже 200 монастирів католицького ордену траппістів (Орден цистерціанців суворого дотримання) лише вісім займаються виробництвом пива. Відповідно до правил Міжнародної траппістської асоціації продукція лише цих броварень (шістьох у Бельгії,  однієї у Нідерландах та однієї в Австрії) має право називатися траппістським пивом.
За деяким винятком усі сорти траппістського пива являють собою пиво верхового бродіння (ель), що пройшло додаткове спиртове бродіння після розливу у пляшки та має порівняно високий вміст алкоголю.

## Історія
Значна частина монастирів Західної Європи займалися броварством ще з часів Середньовіччя, виробництво пива відбувалося насамперед для власних потреб монахів в рамках принципу самозабезпечення громади усім необхідним. Монастирі започаткованого у другій половині XVII ст. ордену траппістів не стали винятком. Відомо, що у першому такому монастирі, Ля Трапп (фр. La Trappe) у Франції, монастирська броварня працювала вже з 1685 року. Поступово деякі монастирські броварні, у т.ч. й у траппістських монастирях, почали збільшувати виробництво пива понад власні потреби громади, надлишок цього напою продавався для фінансування функціонування монастирів та забезпечення доброчинних заходів.
Броварні при траппістських монастирях існували у багатьох країнах Європи, зокрема у Франції, Бельгії, Нідерландах, Німеччині, Австрії та Боснії. Однак значну їх частину було зруйновано під час Французької революції та обох Світових воєн.
На момент заснування Міжнародної траппістської асоціації у 1997 році загальна кількість таких монастирських броварень сягала лише восьми.

## Міжнародна траппістська асоціація
Міжнародна траппістська асоціація була створена 1997 року для протидії використанню комерційних назв, що містять слова «траппістський», виробниками, які не мають відношення до ордену траппістів. Продукція траппістських монастирів, що захищається Асоціацією, окрім пива включає продукти харчування (хліб, мед, сир, шоколад тощо), лікери, косметику, сувенірну продукцію.
Наразі право називатися «траппістським» надане асоціацією дванадцятьом торговельним маркам пива, яке виробляється відповідно до її вимог та продукція яких маркується спеціальним логотипом з написом Справжній Траппістський Продукт (англ. Authentic Trappist Product):
| Пиво          | Країна     | Виробляється з | Річне виробництво (2004) |
| ------------- | ---------- | -------------- | ------------------------ |
| Achel         | Бельгія    | 1998           | 0,045 млн дал.           |
| Chimay        | Бельгія    | 1863           | 1,23 млн дал.            |
| La Trappe     | Нідерланди | 1884           | 1,45 млн дал.            |
| Orval         | Бельгія    | 1931           | 0,45 млн дал.            |
| Rochefort     | Бельгія    | 1899           | 0,18 млн дал.            |
| Westmalle     | Бельгія    | 1836           | 1,2 млн дал.             |
| Westvleteren  | Бельгія    | 1838           | 0,0475 млн дал.          |
| Engelszell    | Австрія    | 2012           | 0,02 млн дал.            |
| Zundert       | Нідерланди | 2013           |                          |
| Spencer       | США        | 2013           | 0,04694 млн дал.         |
| Mont des Cats | Франція    | 2011           |                          |
| Tre Fontane   | Італія     | 2015           | 0,02 млн дал.            |

Критерії, згідно з якими Асоціація визначає можливість надати броварні право називати свою продукцію траппістським пивом, включають:
- пиво має бути зварене на території траппістського монастиря траппістськими монахами або під їх наглядом;
- формат функціонування броварні, вибір сортів для виробництва та його комерційна направленість мають повністю визначатися громадою монастиря;
- економічна мета функціонування броварні має полягати у наданні допомоги, а не отриманні прибутку.

1999 року Асоціація відкликала дозвіл на використання свого логотипа, наданий нідерландській броварні Koningshoeven, оскільки контроль над цим виробництвом отримала одна з найбільших комерційних пивоварних корпорацій країни Bavaria. Суперечка щодо права використання цього логотипа та назви «траппістське пиво» тривала до жовтня 2005, в якому ці права були повернені броварні.

## Сорти траппістського пива

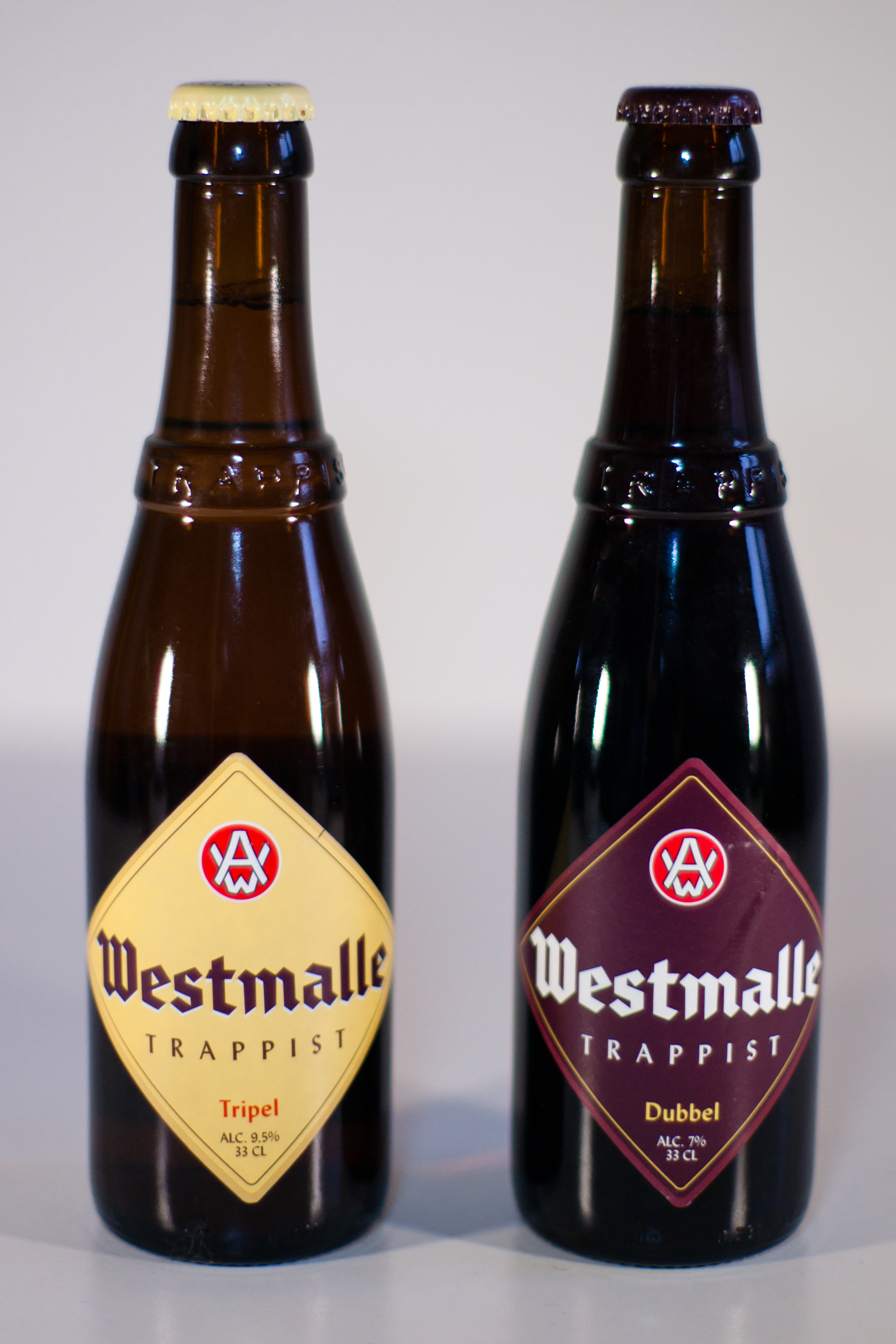
Пляшки пива Westmalle: Tripel та Dubbel.

Зазвичай траппістське пиво — це ель, який пройшов додаткове спиртове бродіння після розливу у пляшки та має порівняно високий вміст алкоголю. Після започаткування Міжнародної траппістської асоціації та заборони використання назви «траппістське пиво» броварнями, які до неї не входять, аналогічні за характеристикою елі інших виробників почали називатися абатським пивом, до якого відноситься зокрема пиво популярної бельгійської торговельної марки «Leffe».
Асортимент різновидів пива відрізняється від одної траппістської броварні до іншої, однак існує і загальна класифікація, яка включає три ключових сорти: одинарне (нід. Enkel), подвійне (нід. Dubbel) та потрійне (нід. Tripel) пиво.

### Enkel
Одинарне пиво (нід. Enkel) — базовий сорт пива траппістської броварні, що зазвичай характеризується найнижчим вмістом алкоголю. Наразі термін Enkel для назв сортів пива не використовується, натомість відповідні сорти мають назви Blond, Blonde або цифрові позначення «5» чи «6» (в залежності від конкретного виробника).

### Dubbel
Коричневий ель з підвищеним вмістом алкоголю (на рівні 6%–8%), високою щільністю, смакові якості якого характеризуються майже невідчутною гіркотою та яскраво вираженими фруктовими і зерняними відтінками. Сорт з такою назвою було вперше зварено траппістською броварнею Westmalle 1856 року і невдовзі він почав копіюватися іншими броварнями. Наразі Dubbel є однією з традиційних назв для відповідних сортів траппістських та абатських елів.

### Tripel
Зазвичай найміцніший сорт пива в асортименті траппістської броварні, який має вміст алкоголю на рівні 8%–10%. Як і у випадку з Dubbel, сорт було започатковано траппістською броварнею Westmalle, однак значно пізніше, у 1930-х. З часом сорт став обов'язковою складовою асортименту пива траппістських броварень та здобув популярності серед інших незалежних броварень Бельгії та Нідерландів, деякі з яких навіть спеціалізуються на виробництві саме цього сорту пива.

### Інші різновиди
Крім наведених вище сортів траппістські броварні також зазвичай варять так зване Paterbier (пиво отців), полегшений у порівнянні з іншими тип пива, який зазвичай призначається для споживання самими ченцями. Втім, деякі траппістські броварні пропонують і цей сорт пива для вільного продажу. Також Paterbier є досить популярним сортом пива в асортименті коммерційних броварень Бенілюксу.
В асортиментах траппістських броварень існують і інші сорти пива, зокрема нідерландська Koningshoeven є допоки єдиним виробником «четверного» траппістського пива (нід. Quadrupel), що має вміст алкоголю понад 10%. Ця ж броварня є й єдиним виробником пива низового бродіння серед траппістських броварень — виробляє сорт Bockbier (традиційний німецький сорт міцного лагера).